# Церква Покрови Пресвятої Богородиці (Трибухівці)
Церква Покрови Пресвятої Богородиці в Трибухівцях — парафія і храм греко-католицької громади Гусятинського деканату Бучацької єпархії Української греко-католицької церкви в селі Трибухівці Чортківського району Тернопільської области.  Пам'ятка архітектури місцевого значення.

## Історія церкви
У 1882 році за ініціативи пароха о. Якова Гудяка на місці старої дерев'яної церкви (XVIII століття) було збудовано теперішній храм.
До 1946 року парафія належала до УГКЦ, у 1946—1991 — до РПЦ, а з 1991 року знову повернулася в лоно УГКЦ. У періоди 1952—1959 та 1968—1978 років церква не діяла через відсутність священника.
У 2009 році церкву перекрили, у 2011-му реконструювали дзвіницю. У 2012 році за кошти парафіян та пожертви місцевого фермера Володимира Коваля збудували нове проборство, а також відновили капличку та фігуру.
При парафії діють такі спільноти:
- «Великі обітниці».
- «Дев'ятниця до Божого Милосердя».
- «Матері в молитві» (2008).
- Марійська дружина (2011).

## Парохи
- о. Теодорович,
- о. Лятарович,
- о. Левицький,
- о. Яків Гудик (до 1892),
- о. Митковський (1892—1900),
- о. Ілля Лабій (1900—1917),
- о. Ольшанський (1917—1918),
- о. Мандрусик (1918—1919),
- о. Гребенюк (1919—1923),
- о. Сава Ломницький (1923—1933),
- о. Михаїл Бойко (1934—1936),
- о. Володимир Чорний (1937—1941),
- о. Василь Василина (1942—1944),
- о. Теодор Рак-Раченко (1944—1945),
- о. Кипріян Стецишин (1946),
- о. Дуплавий (1959—1968),
- о. Новосад (1978—1981),
- о. Богдан Михайлюк (1981),
- о. Володимир Новоженець (1982—1987),
- о. Василь Вайда (1987—1992),
- о. Станіслав Розлеба (1992—2008),
- о. Андрій Кузняк (2008—2011),
- о. Олег Гладун (з 2011).